# Monumento a Ricardo Vázquez-Prada

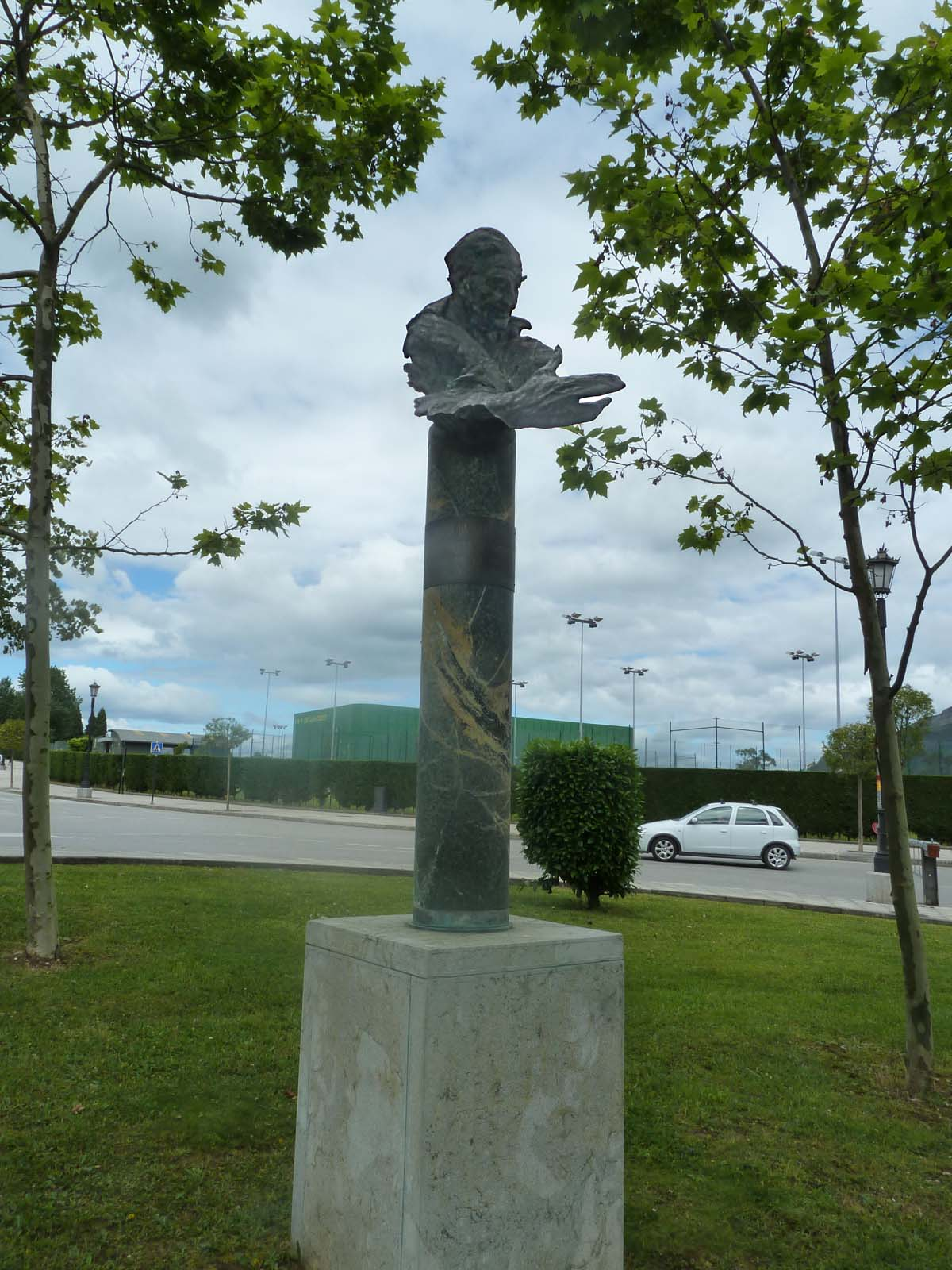
Monumento a Ricardo Vázquez-Prada.

El monumento a Ricardo Vázquez-Prada, ubicado en los jardines junto al Estadio Carlos Tartiere, en la ciudad de Oviedo, Principado de Asturias, España, es una de las más de un centenar de esculturas urbanas que adornan las calles de la mencionada ciudad española.
El paisaje urbano de esta ciudad se ve adornado por obras escultóricas, generalmente monumentos conmemorativos dedicados a personajes de especial relevancia en un primer momento, y más puramente artísticas desde finales del siglo XX.
La escultura, hecha en metal, obra de Víctor Ochoa, y datada en 1991,  es un homenaje al periodista asturiano Ricardo Vázquez-Prada Blanco, realizado, tras su muerte, por iniciativa de un grupo de periodistas amigos del homenajeado, quien tiene,  además, una calle a su nombre en las inmediaciones del nuevo Estadio Carlos Tartiere. Se trata de un busto sobre una columna de piedra, que presenta al periodista con pose afable, la mano izquierda desproporcionada respecto al busto y tendida como símbolo de amistad.